# بارابيتا
بارابيتا (بالإيطالية: Parabita)‏ هي بلدية في مقاطعة ليتشي في إقليم بوليا الإيطالي، وتشتهر بالسياحة.

## السكان
في سنة 1861 بلغ عدد السكان 2٬656 نسمة، وتطور العدد ليصل في سنة 2011 لـ 9٬323 نسمة.
يظهر هذا المخطط البياني تطور النمو السكاني لـ بارابيتا